# Riazanskij prospiekt
Riazanskij prospiekt (ros. Рязанский проспект) – stacja moskiewskiego metra linii Tagańsko-Krasnopriesnieńskiej (kod 111). Stację nazwano od pobliskiej ulicy Riazanskij prospiekt (Aleja Riazańska), na którą prowadzą wyjścia ze stacji.

## Wystrój
Stacja jest trzykomorowa, jednopoziomowa, posiada jeden peron. Stacja posiada dwa rzędy 40 kolumn pokrytych szaro-niebieskim marmurem.  Ściany nad torami obłożono czerwonymi i białymi glazurowanymi płytkami ceramicznymi ułożeniem nawiązującymi do tradycyjnego wzoru tkanin z Riazania. Podłogi wyłożono szarym i różowym granitem.